# Ла-Вансель
Ла-Вансель (фр. La Vancelle) — коммуна на северо-востоке Франции в регионе Гранд-Эст (бывший Эльзас — Шампань — Арденны — Лотарингия), департамент Нижний Рейн, округ Селеста-Эрстен, кантон Селеста.
Площадь коммуны — 7,88 км², население — 407 человек (2006) с тенденцией к стабилизации: 385 человек (2013), плотность населения — 48,9 чел/км².

## Население
Население коммуны в 2011 году составляло 374 человека, в 2012 году — 375 человек, а в 2013-м — 385 человек.
| 1962 | 1968 | 1975 | 1982 | 1990 | 1999 | 2006 | 2008 | 2011 | 2012 | 2013 |
| ---- | ---- | ---- | ---- | ---- | ---- | ---- | ---- | ---- | ---- | ---- |
| 223  | 213  | 240  | 244  | 294  | 373  | 407  | 397  | 374  | 375  | 385  |

Динамика населения:

## Экономика
В 2010 году из 254 человек трудоспособного возраста (от 15 до 64 лет) 199 были экономически активными, 55 — неактивными (показатель активности 78,3 %, в 1999 году — 72,1 %). Из 199 активных трудоспособных жителей работали 185 человек (102 мужчины и 83 женщины), 14 числились безработными (пятеро мужчин и девять женщин). Среди 55 трудоспособных неактивных граждан 17 были учениками либо студентами, 28 — пенсионерами, а ещё 10 — были неактивны в силу других причин.

## Достопримечательности (фотогалерея)

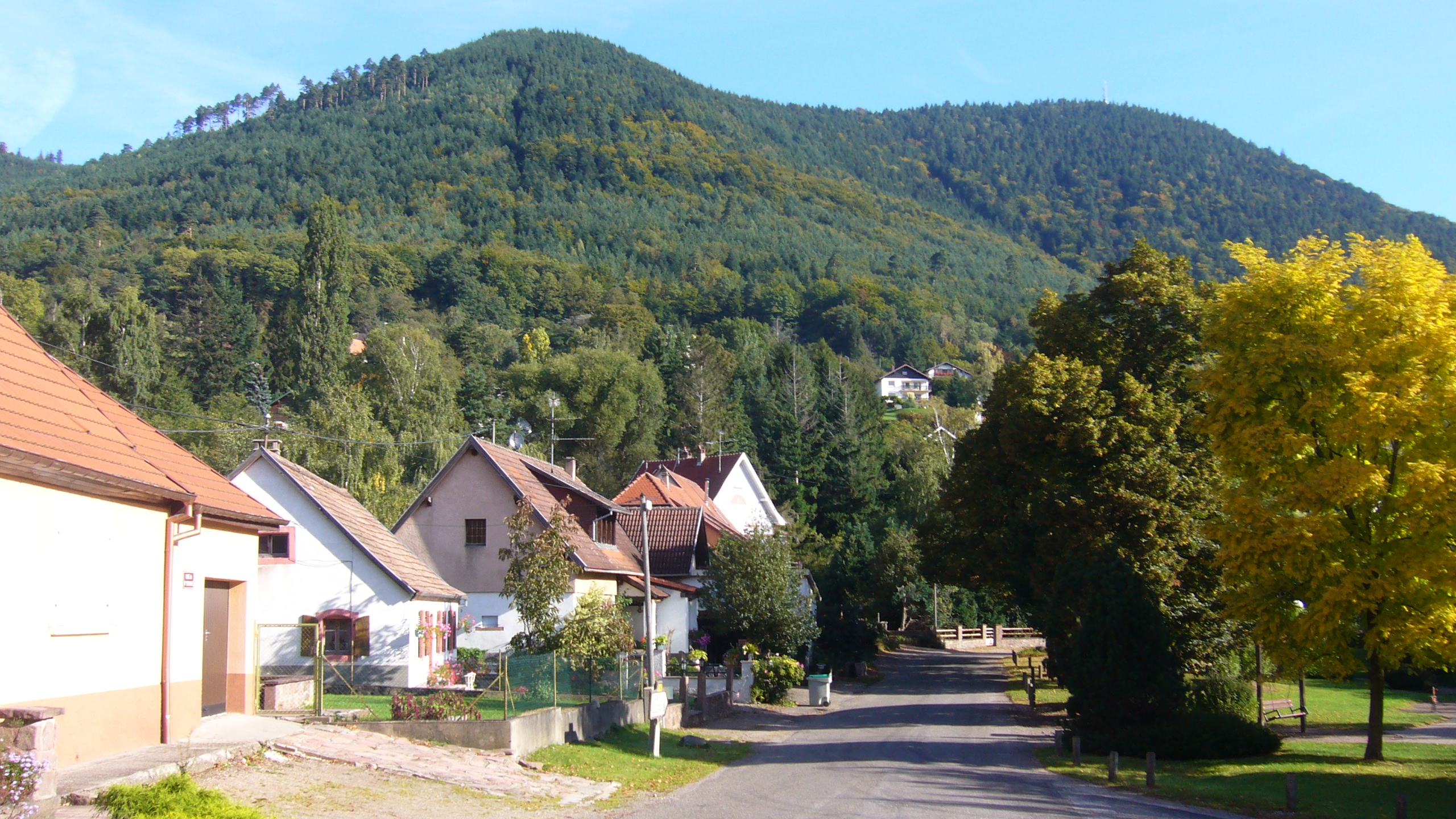
Вид на коммуну на фоне горы Альтенберг
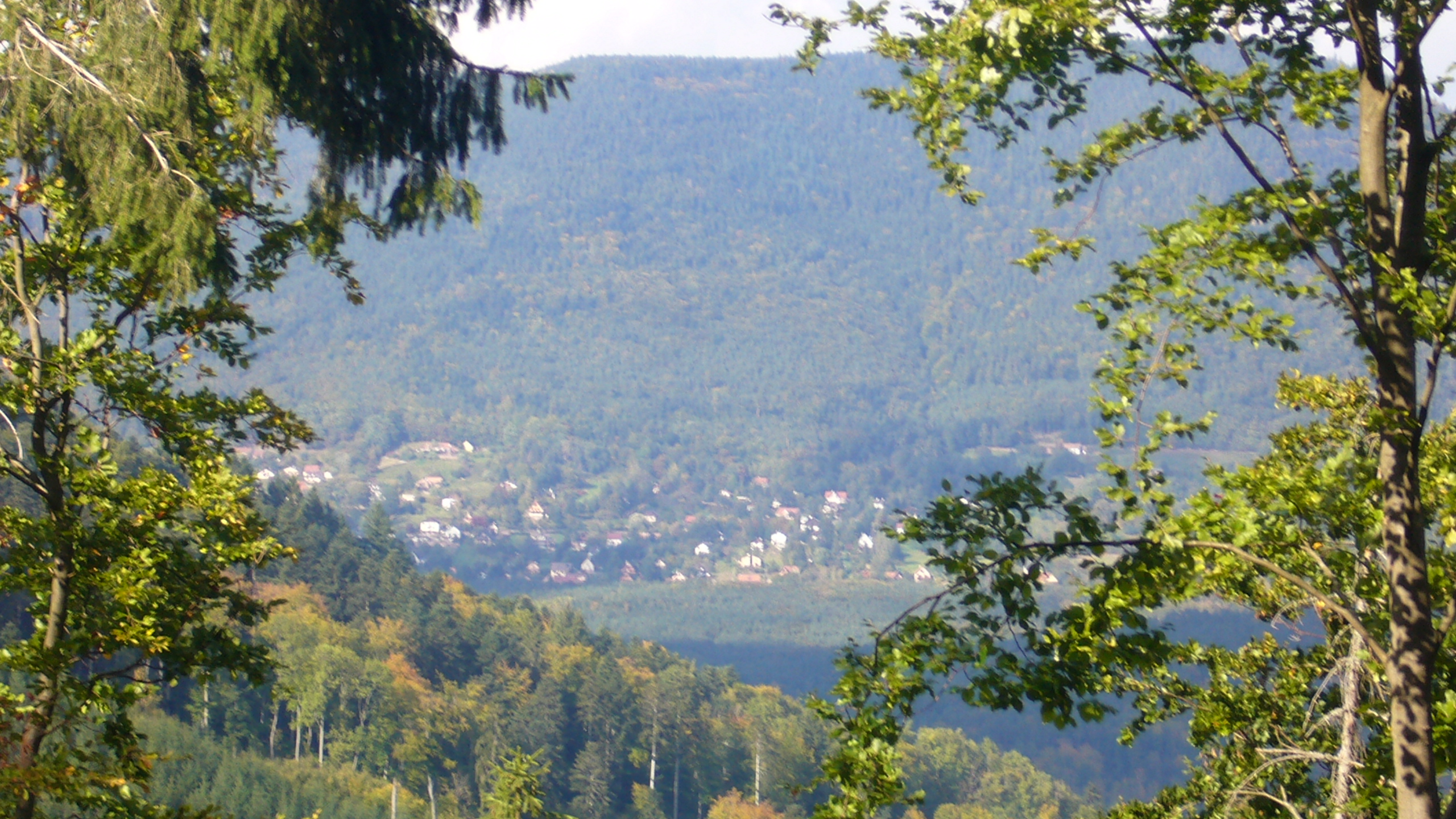
Вид на коммуну со стороны дороги Льевр — Танненкирш
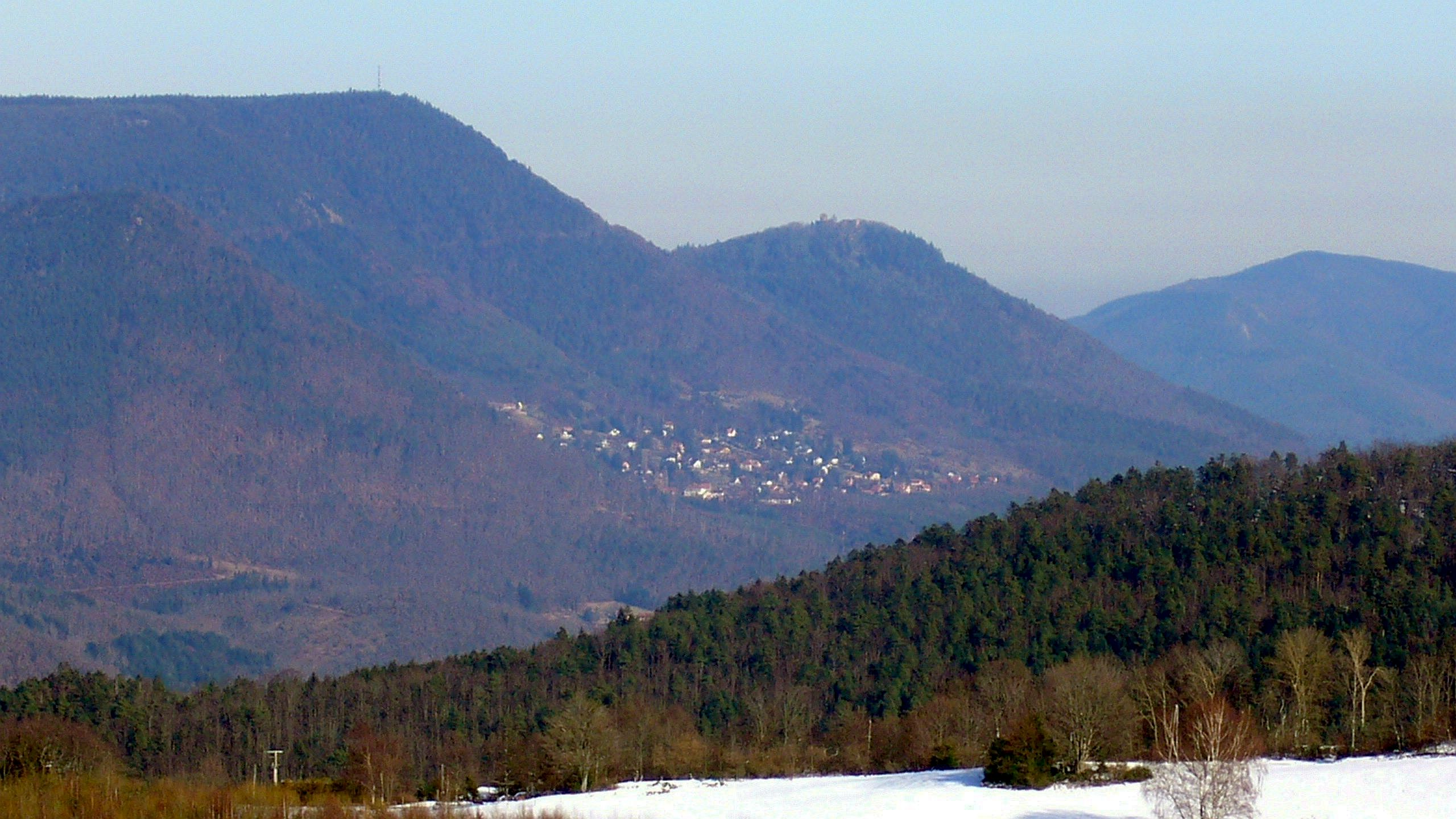
Вид на коммуну: вершина слева — скала Кукушка; сверху посредине Шлосберг с шато Франкенбург. Также видна часть коммуны Сент-Круа-о-Мин
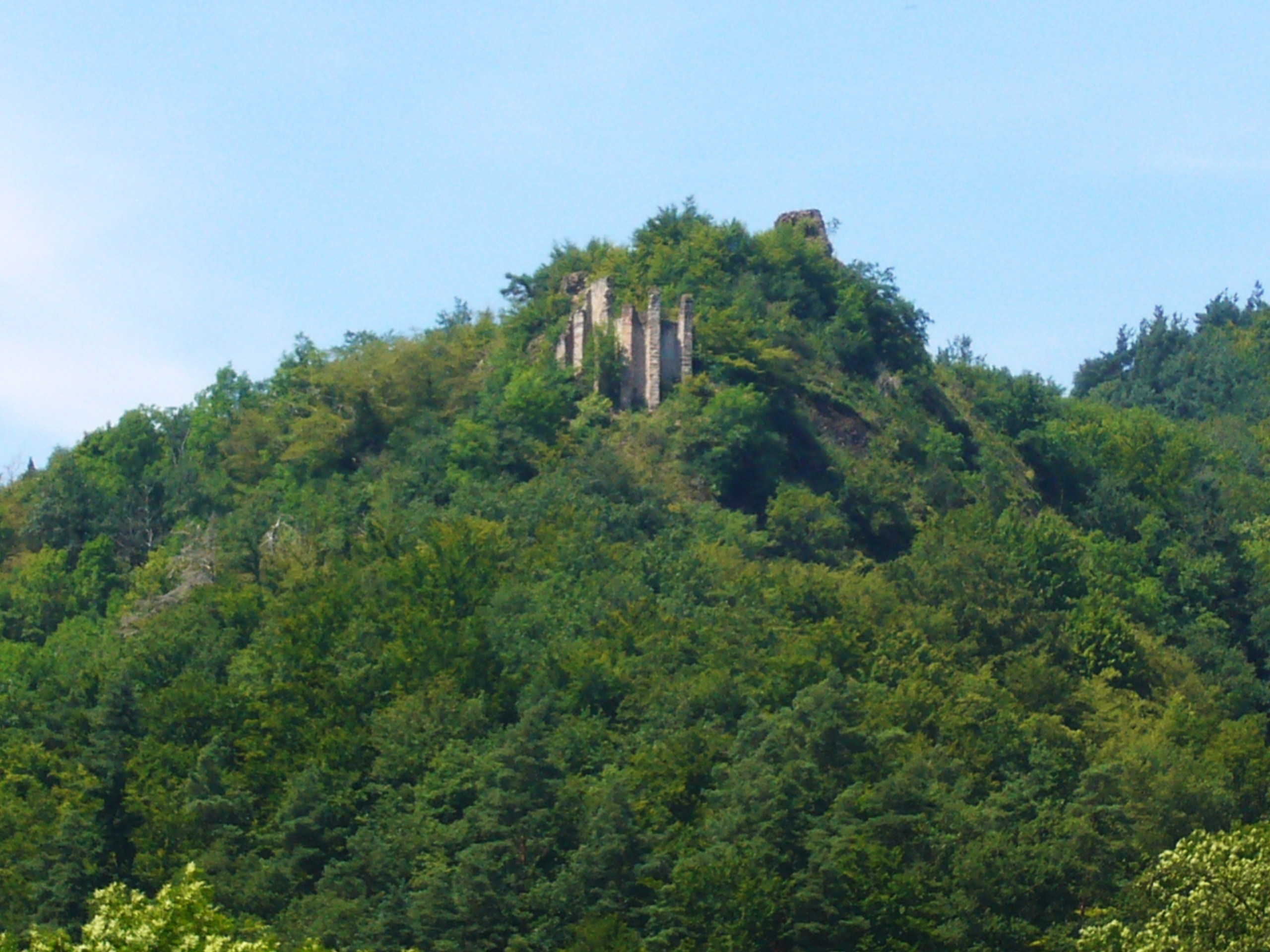
Вид на руины шато Эшери в сторону коммуны Сент-Круа-о-Мин
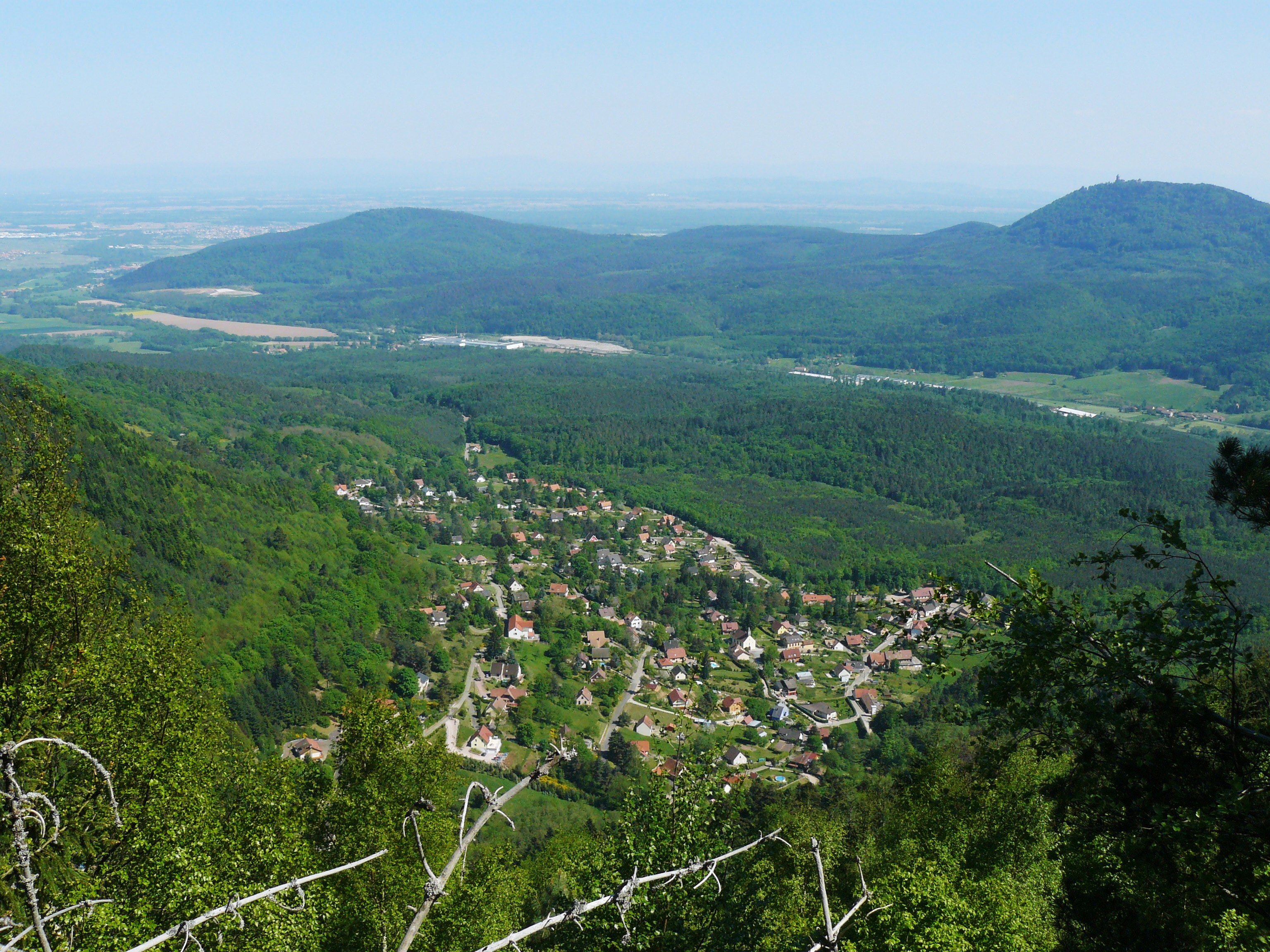
Вид на коммуну с вершины: видны окрестности города Селеста и шато Верхний Кёнигсбург
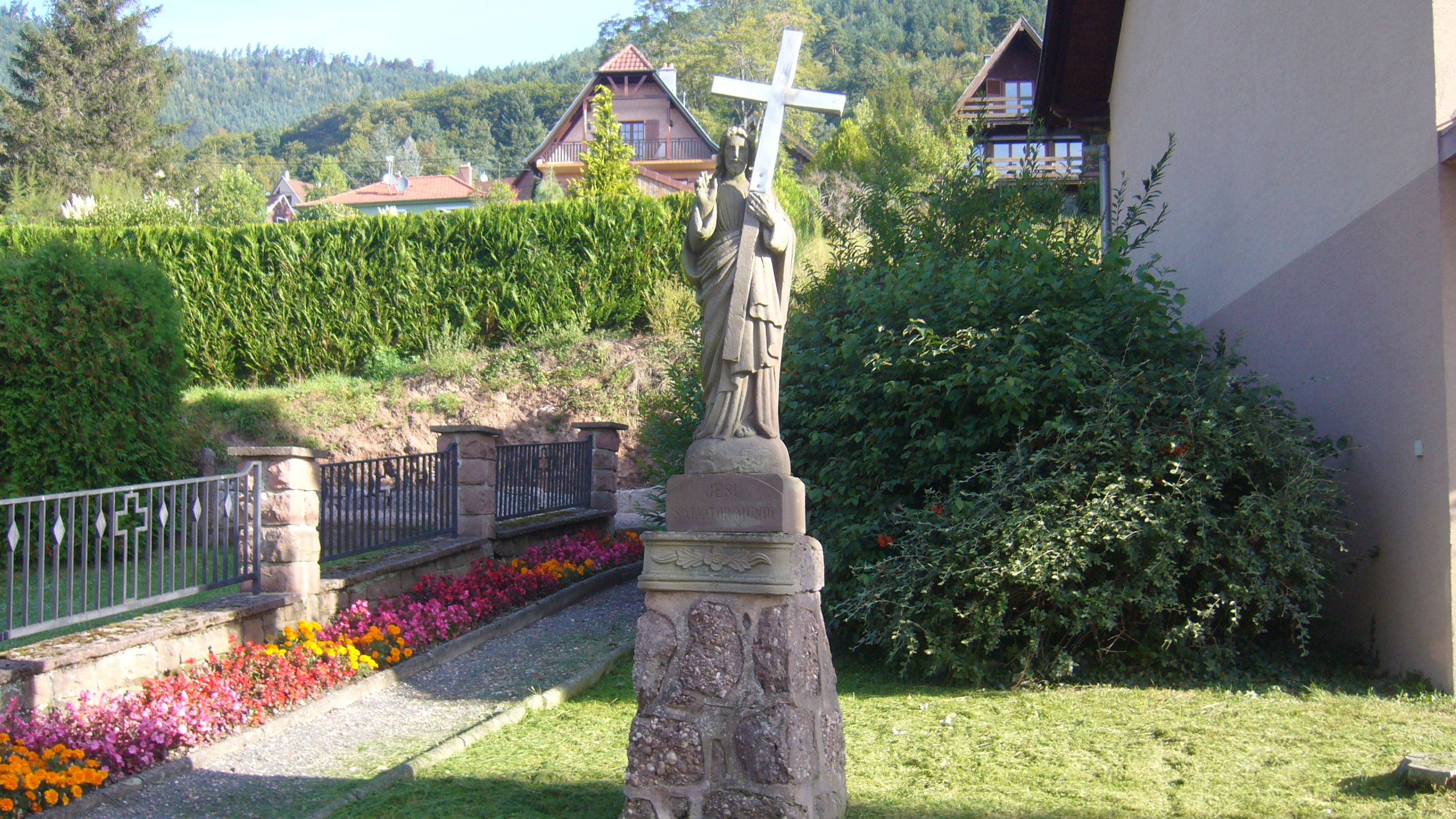
Небольшой памятник возле здания мэрии
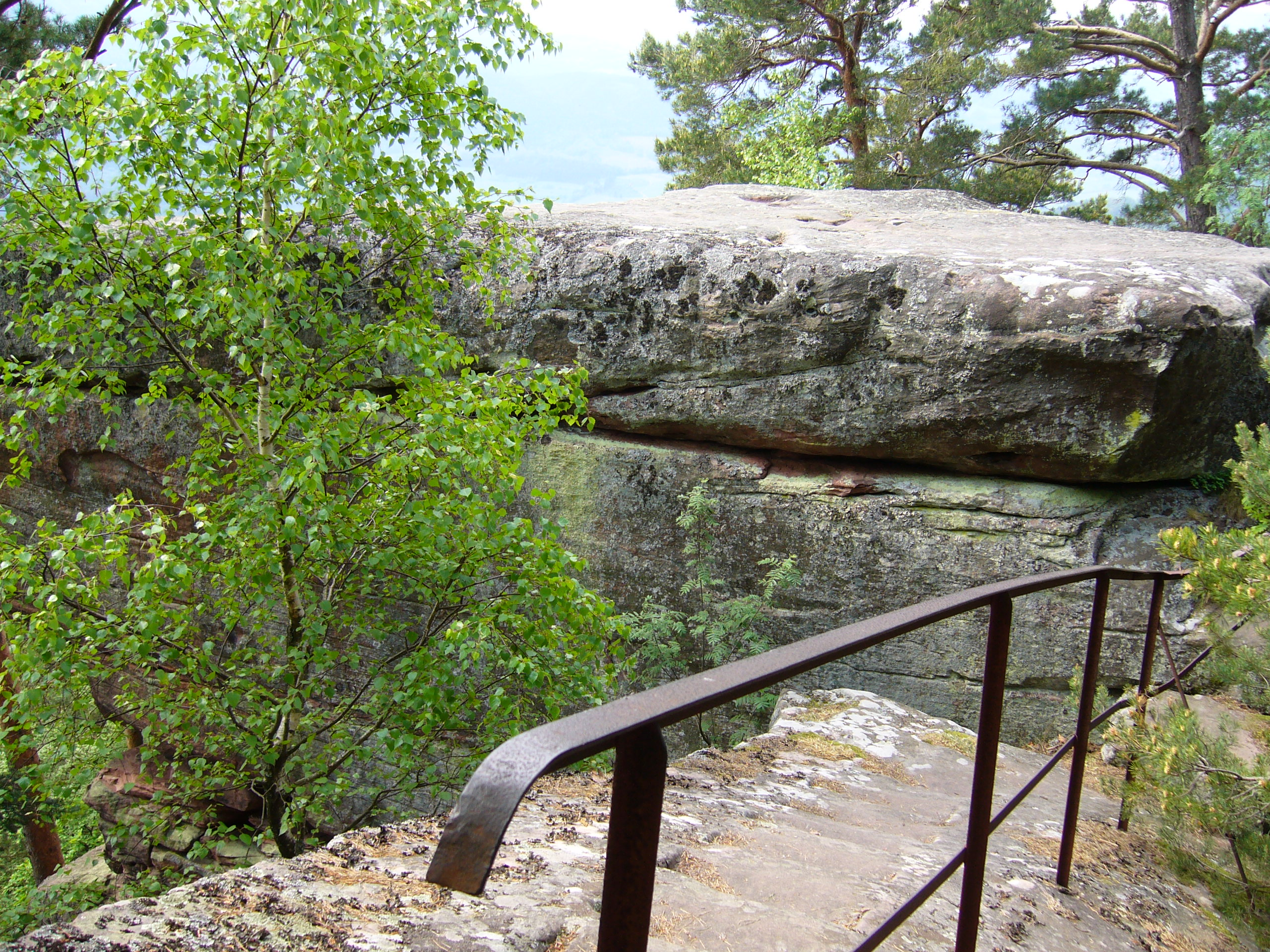
Высшая точка горы Шамонт
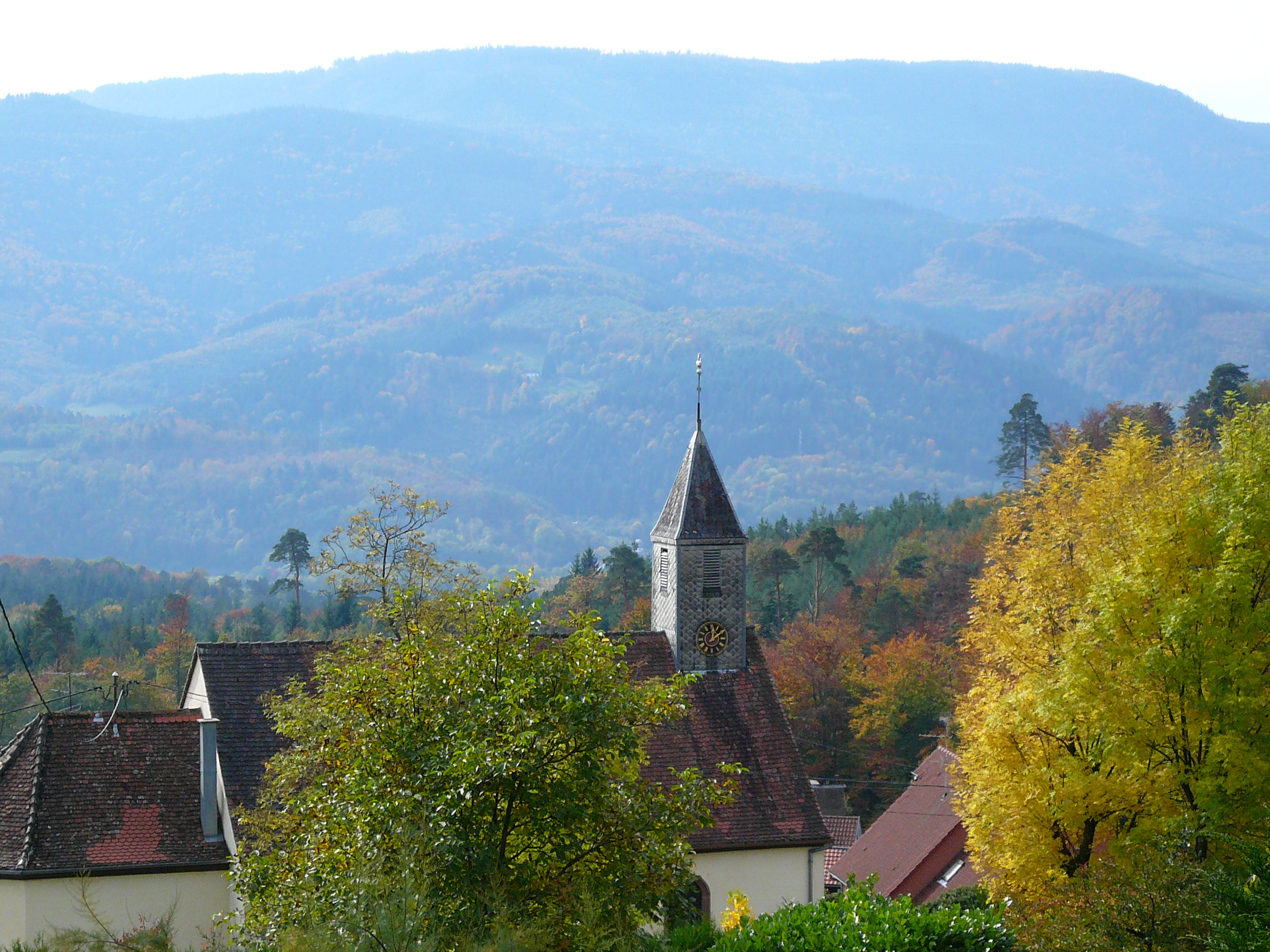
Вид на церковь
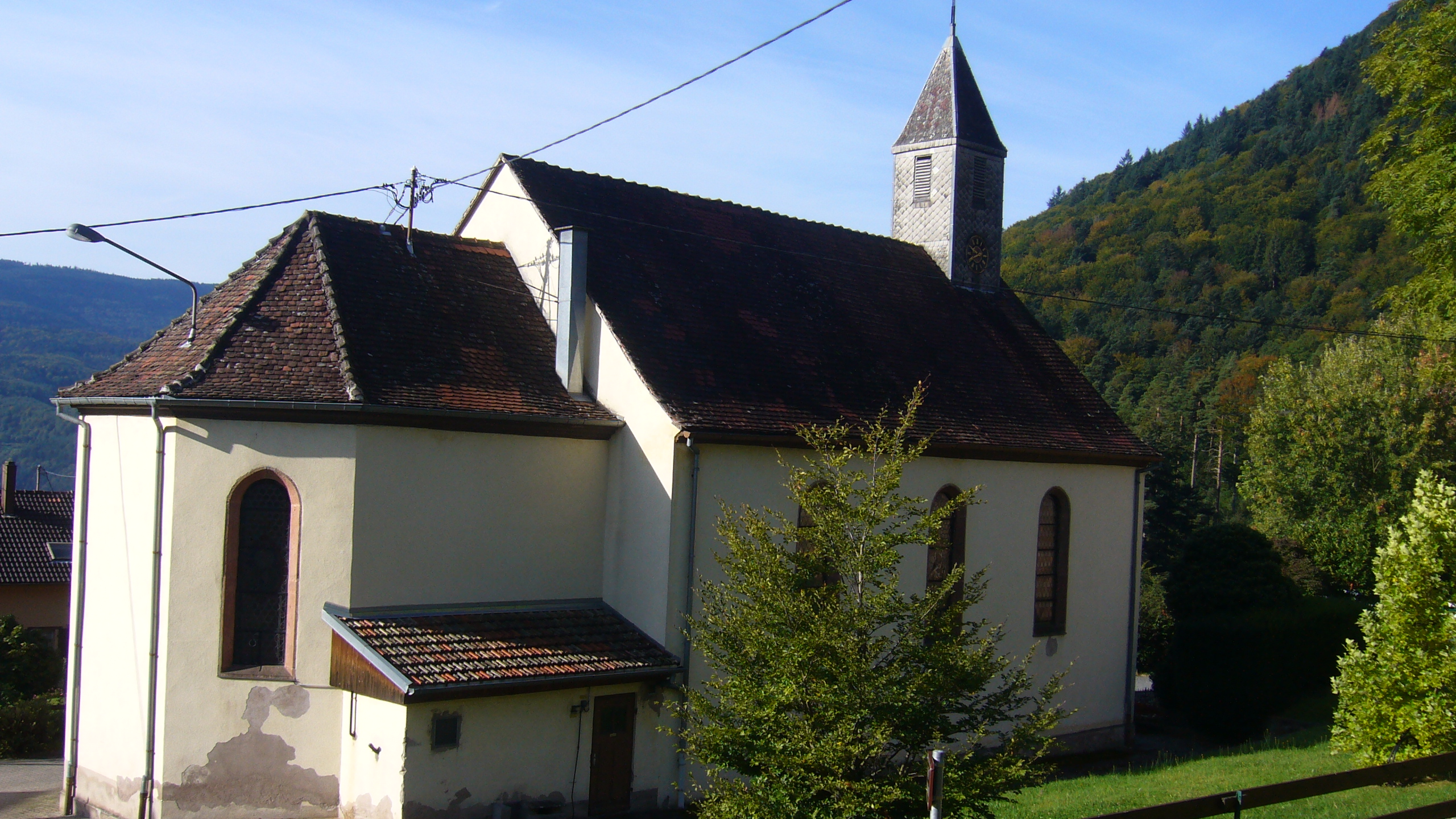
Церковь Сен-Луи
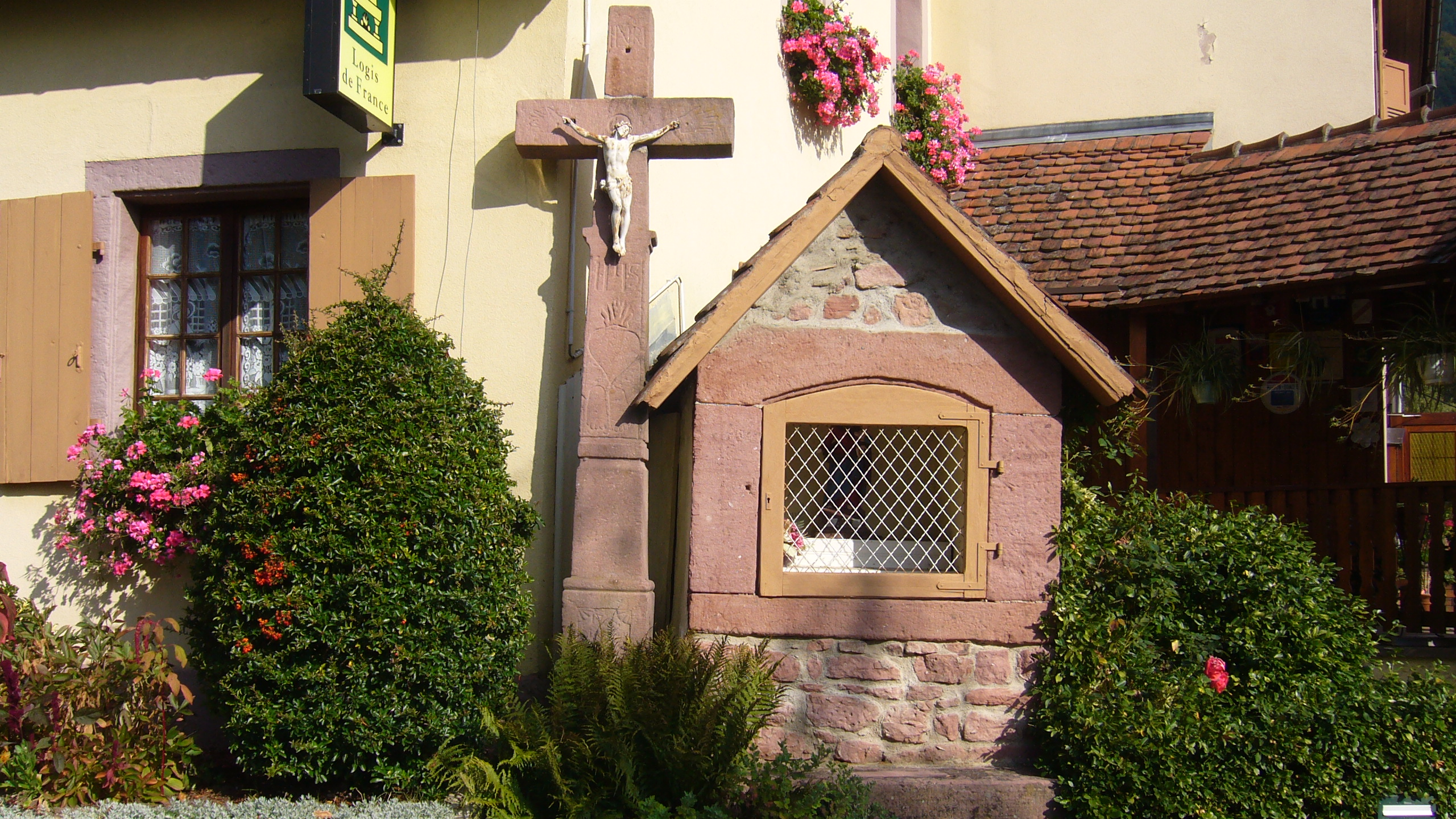
Распятие на въезде в коммуну
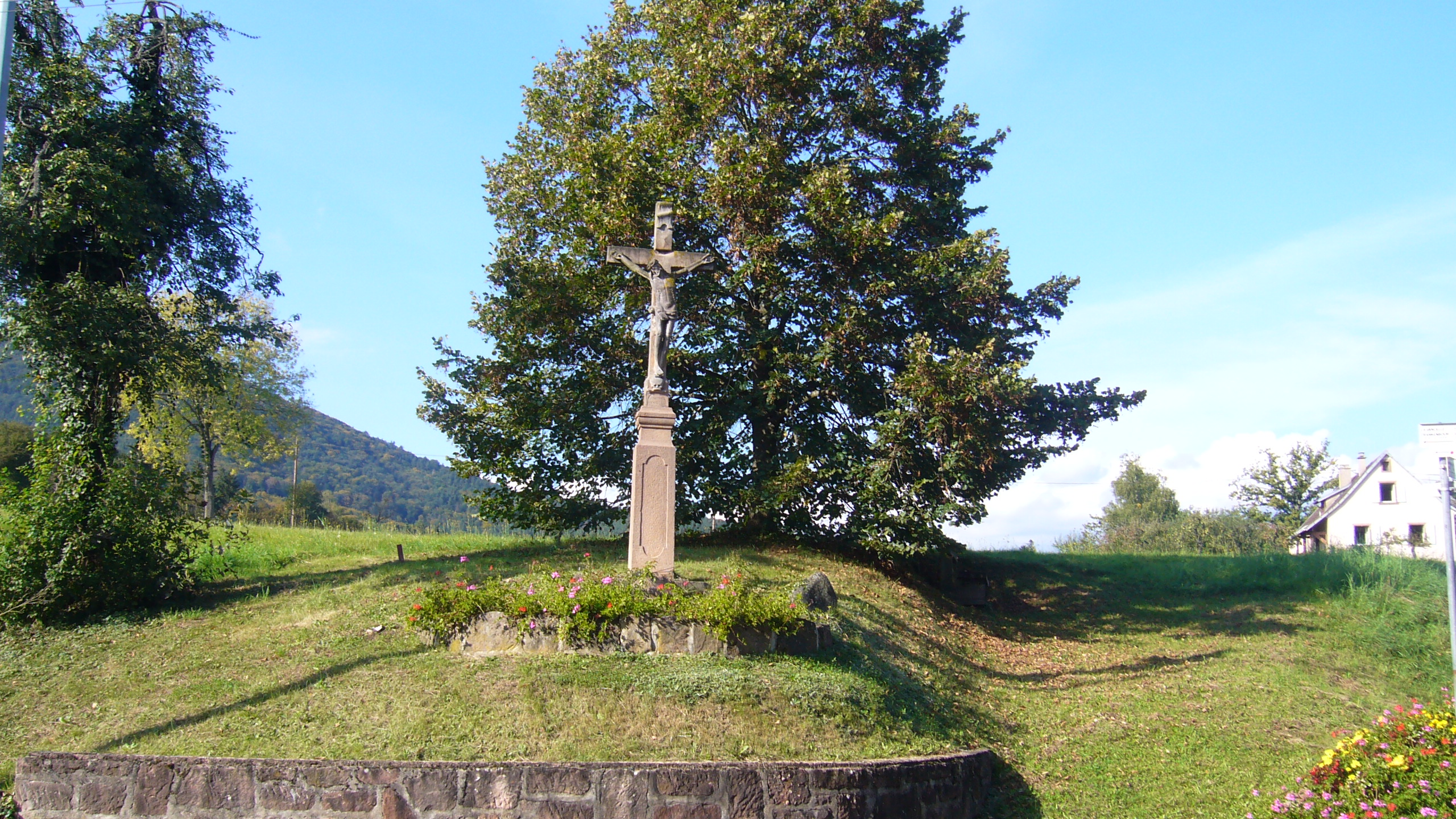
Распятие
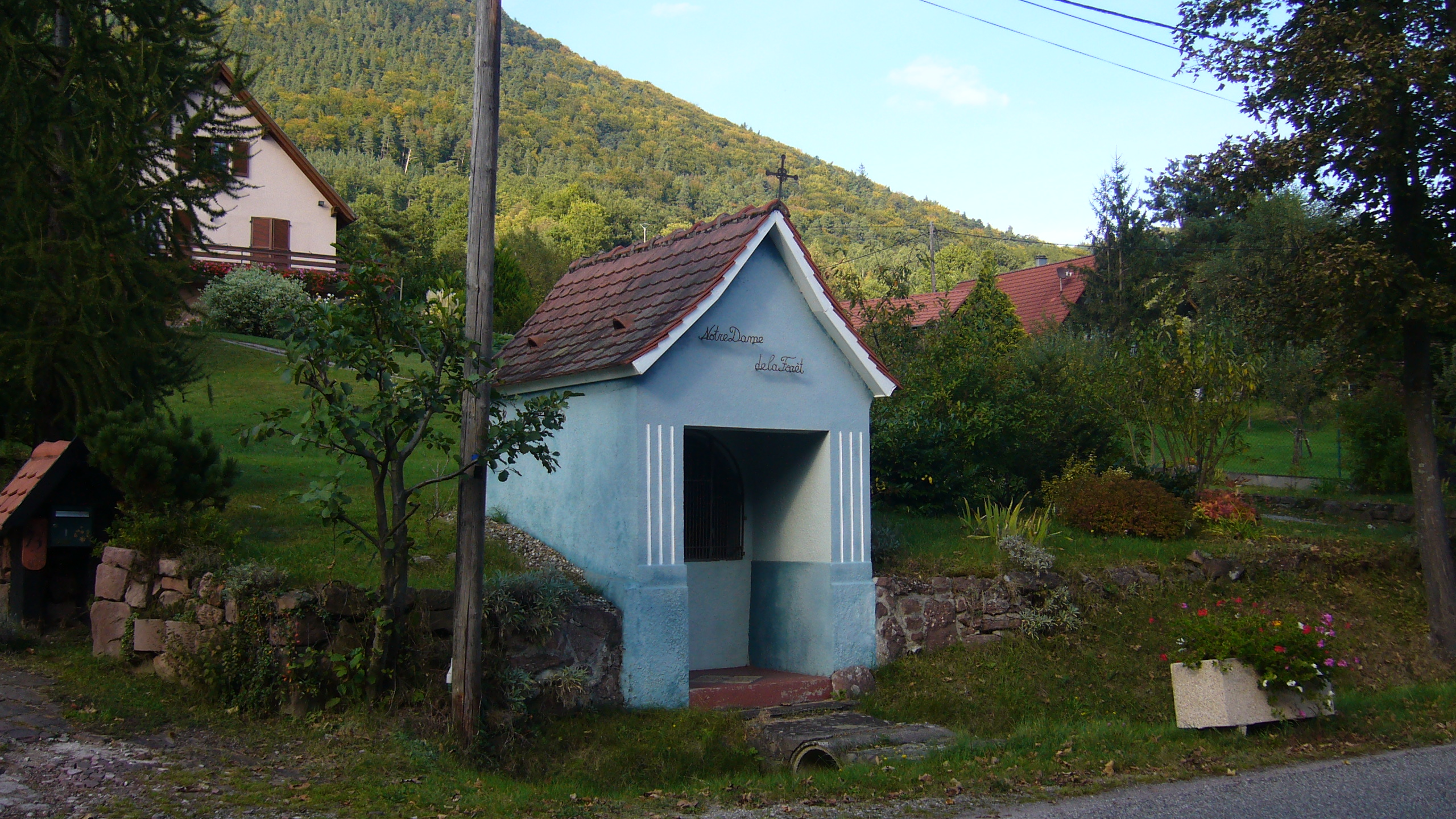
Часовня Нотр-Дам-де-буа
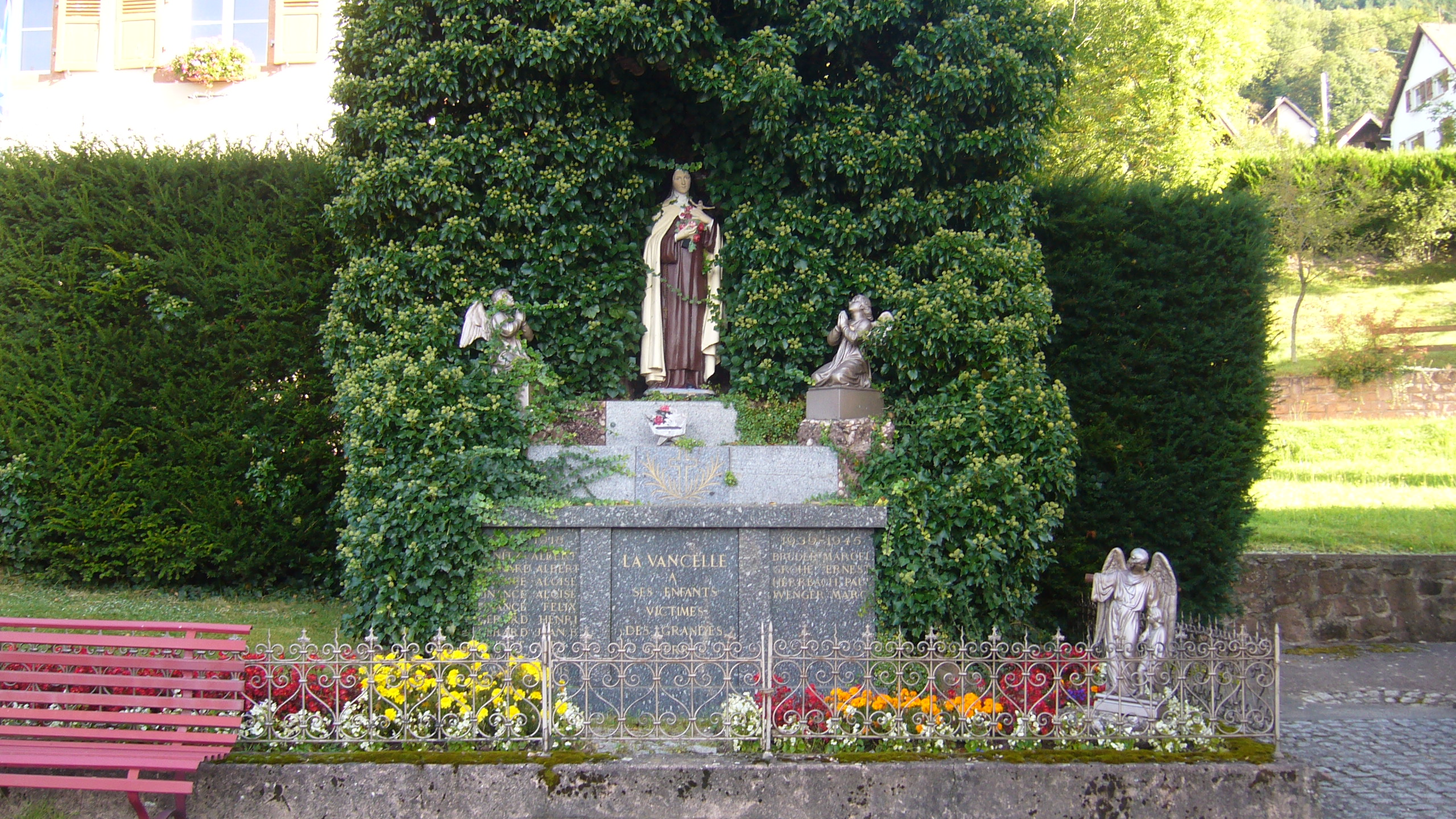
Монумент павшим